# Rijksbeschermd gezicht Gortel
Gezicht Gortel is een van rijkswege beschermd dorpsgezicht in Gortel in de Nederlandse provincie Gelderland. Het gebied werd op 11 mei 1993 definitief aangewezen. Het beschermd gezicht beslaat een oppervlakte van 101,5 hectare.
Panden die binnen een beschermd gezicht vallen krijgen niet automatisch de status van beschermd monument. Wel zal de gemeente het bestemmingsplan aanpassen om nieuwe ontwikkelingen in het gebied te reguleren. De gezichtsbescherming richt zich op de stedenbouwkundige en cultuurhistorische waardering van een gebied en wil het toekomstig functioneren daarvan veiligstellen.